# Výr virginský
Výr virginský (Bubo virginianus) je statný a velký pták, jeden z mnoha zástupců rodu Bubo. Obývá severní, střední i Jižní Ameriku. Je to velice přizpůsobivý pták s velkým rozsahem rozšíření, ačkoli není v Americe tak rozšířený, jako sova pálená.

## Výskyt
Většinu času tráví výr virginský na stromech v jehličnatých, listnatých i ve smíšených lesích, tropických deštných lesích, v prériích, pampách, hornatých oblastech, subarktických tundrách, pouštích, u skalnatých pobřeží a v některých městských oblastech. Ačkoli je jeho výskyt méně obvyklý ve více extrémních oblastech (tj. „srdce“ pouští, příliš husté deštné lesy, vysoké oblasti v arktických tundrách), obývá většinu lokalit v Americe.

## Popis
Výr virginský dosahuje 46 až 68 cm na výšku, rozpětí křídel 101 až 153 cm a hmotnosti zhruba 1400 g. Obecně jsou největší sovy nejblíže u polárních oblastí a nejmenší sovy poblíž rovníku. Samice jsou o něco větší než samci. Dospělé sovy mají velké ušní chvostky, rudohnědou tvář a bílou skvrnu na hrdle. Vrchní část těla je kropenatá, spodek těla tvoří žlutohnědé svislé vlnkování. Ušní „chvostky“ tvoří pouze pera a nijak nesouvisí se sluchovým ústrojím. Mají skvělý sluch, který jim umožňuje nalézt přesné umístění jejich kořisti.

## Potrava
Výr virginský na svou kořist číhá na vysokých stromech. Potrava tohoto výra je velice různorodá, ale žere převážně malé až střední savce, např. krysy, veverky, myši, krtky, skunky, rejsky, netopýry, lasice, ale také ptáky, hmyz, korýše, obojživelníky, plazy nebo ryby. Na vybraných území se stávají jeho důležitou součástí potravy i zajíci nebo králíci.

## Chování
Dospělci vydávají čtyřslabičné, někdy pětislabičné „ho-ho-hoo hoo hoo“, mláďata většinou vydávají syčivé a prskavé zvuky.
Období páření se liší spolu s areálem rozšíření, může začínat už v lednu a únoru. Páry většinou využívají opuštěných hnízd od jiných druhů ptáků, někdy hnízdí v dutinách či na skalních útesech. Samice snese nejčastěji bílá 2-3 vejce, je-li dostatek potravy tak i 6, oba rodiče na nich sedí zhruba 35 dní.
Rozlišujeme u něj několik poddruhů:
- B. v. virginianus (Gmelin, 1788)
- B. v. nacurutu (Vieillot, 1817)
- B. v. subarcticus Hoy, 1852
- B. v. pacificus Cassin, 1854
- B. v. saturatus Ridgway, 1877
- B. v. nigrescens Berlepsch, 1884
- B. v. pallescens Stone, 1897
- B. v. mayensis (Nelson, 1901)
- B. v. elachistus Brewster, 1902
- B. v. heterocnemis (Oberholser, 1904)
- B. v. lagophonus (Oberholser, 1904)
- B. v. mesembrinus (Oberholser, 1904)

## Galerie

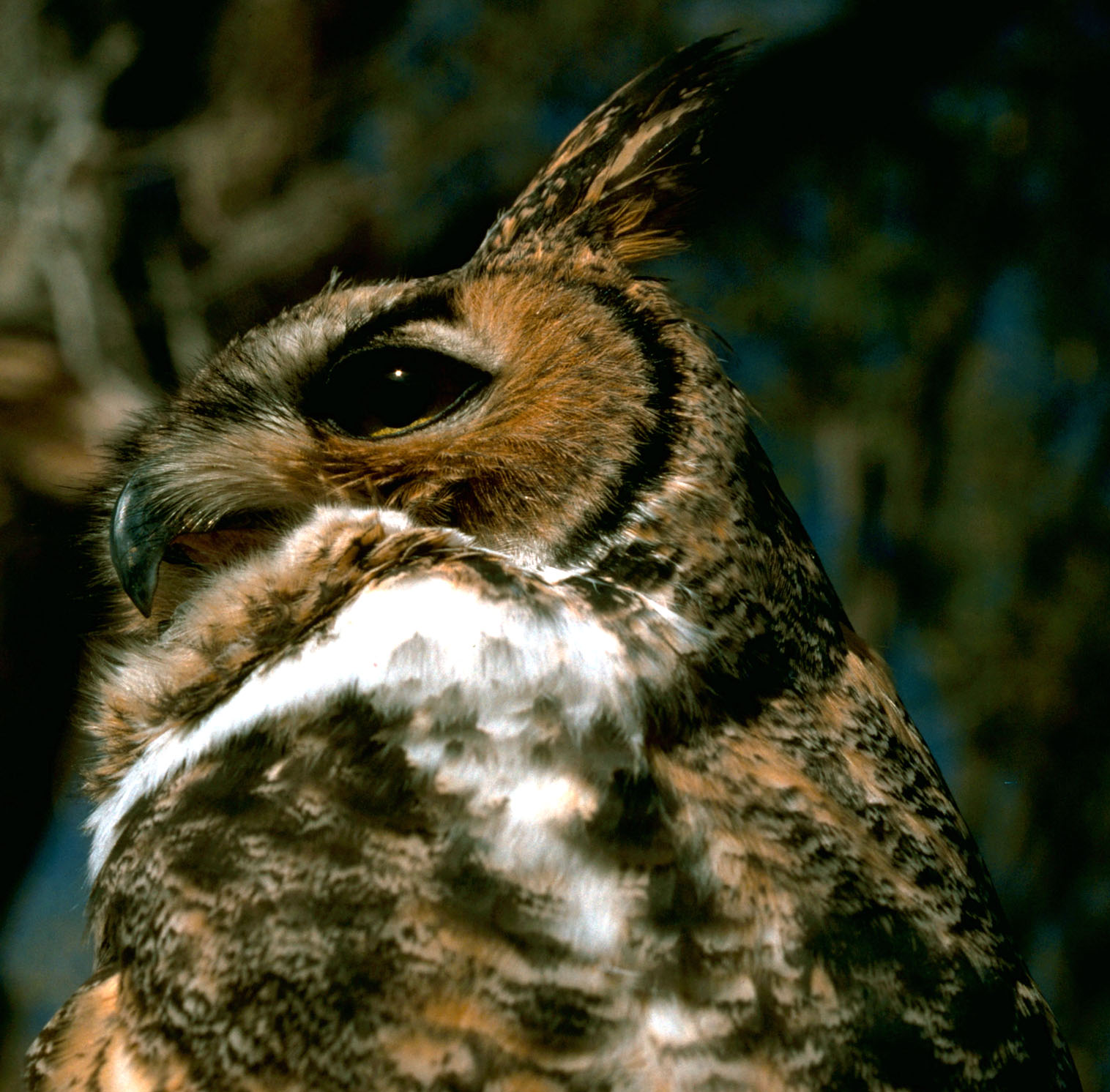
dospělý jedinec
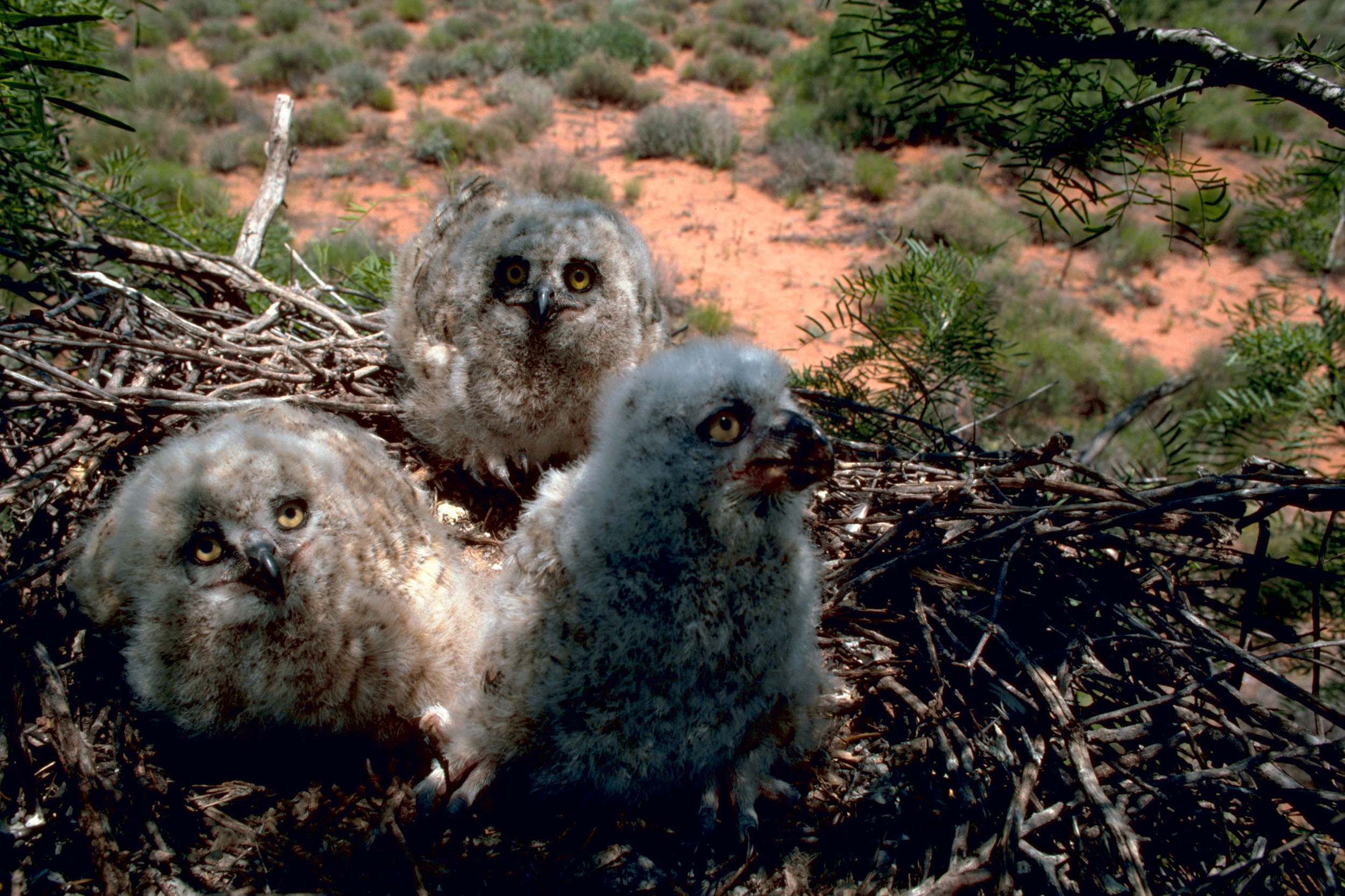
mláďata
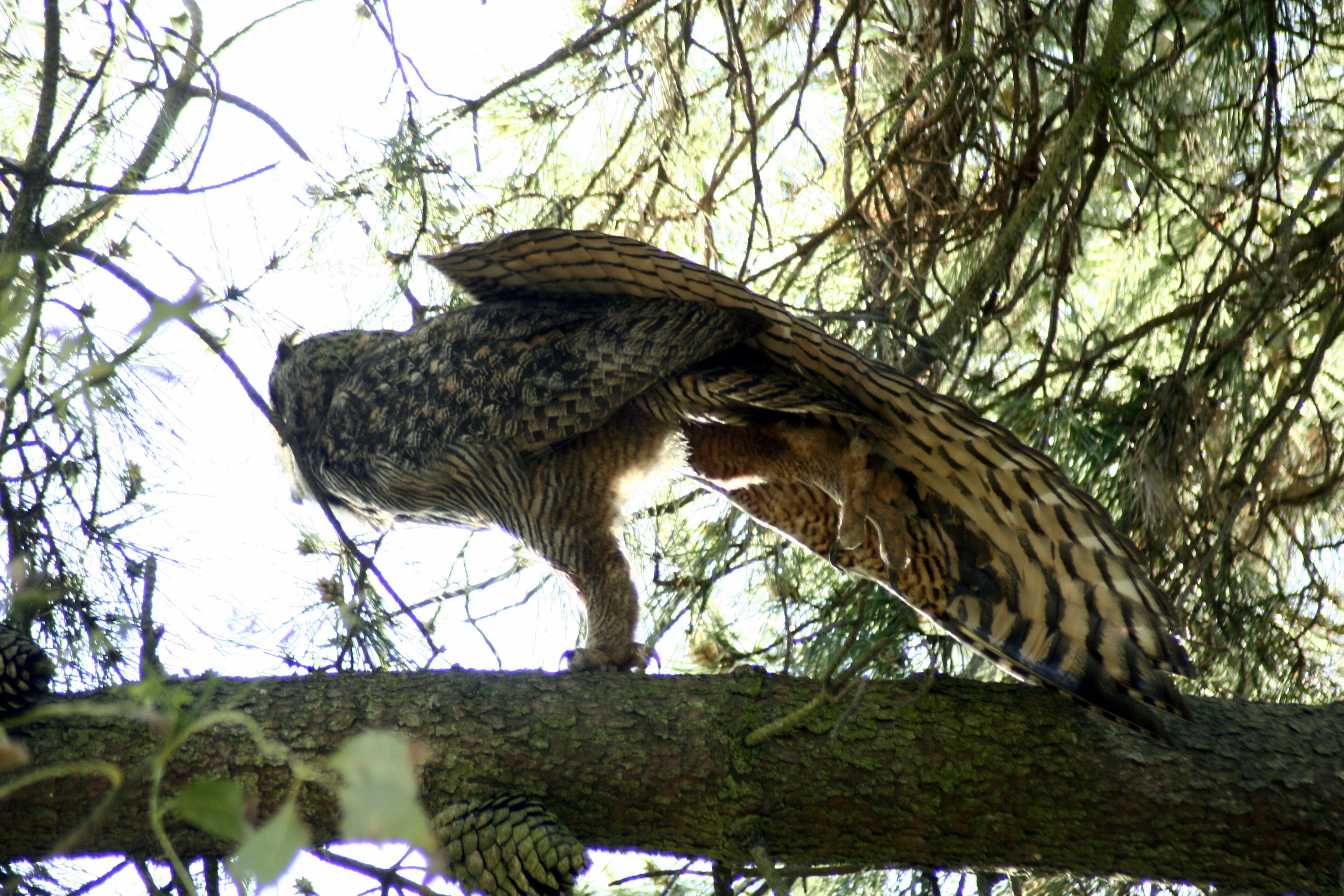
dospělý jedinec